# Lichtenstein (Zwickau járás)
Lichtenstein település Németországban, azon belül Szászország tartományban. Lakosainak száma 10 853 fő (2023. december 31.).

## Népesség
A település népességének változása:
| Lakosok száma | 11 632 | 11 481 | 11 285 | 10 975 | 10 946 | 10 853 |
|               | 2015   | 2017   | 2019   | 2021   | 2022   | 2023   |